# Antônio Vieira de Oliveira Neves

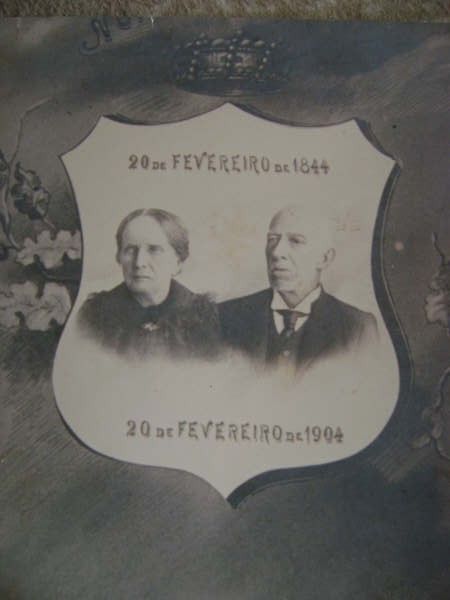

Antônio Vieira de Oliveira Neves, 1º e único barão de Taubaté, (Taubaté, 15 de agosto de 1815 — Pindamonhangaba, 9 de junho de 1905) foi um proprietário rural e político brasileiro.
Filho de Antônio Vieira da Silva e de Gertrudes Maria de Oliveira Marcondes, nascidos também em Taubaté. Casou-se com Francisca Marcondes de Oliveira Cabral em 20 de fevereiro de 1844, filha de Inácio Marcondes de Oliveira Cabral. Passou a residir no município de Pindamonhangaba, dedicando-se à lavoura do café, implantando uma fazenda modelo para a época e recebendo medalhas de prata nas exposições de Amsterdã e do Rio de Janeiro em 1883. Foi fundador da Santa Casa de Misericórdia de Pindamonhangaba, por determinação e legado do 1º Barão de Pindamonhangaba, de quem foi testamenteiro, exerceu durante muitos anos o cargo de provedor e contribuiu financeiramente para o seu desempenho.
Militando no Partido Liberal, foi vereador em Pindamonhangaba e aderiu à Revolução de 1842. Era proprietário da Fazenda Santa Leopoldina, em Roseira, e da Fazenda Bonfim, em Pindamonhangaba. Comendador da Imperial Ordem da Rosa, foi agraciado pela Princesa Imperial Regente, D. Isabel, com o título de Barão de Taubaté, no dia 18 de julho de 1877, e em 8 de outubro de 1889, foi agraciado pelo Imperador Dom Pedro II com a Comenda da Ordem de Cristo.
Celebrando as suas bodas de ouro, em 20 de fevereiro de 1894, realizou-se na localidade uma festa nunca ali vista, em a qual toda a população tomou parte, correndo pressurosa a render-lhe as suas homenagens, como testemunharam a imprensa da capital e as das localidades vizinhas. Por essa ocasião, e em memória do fato, a Câmara Municipal de Pindamonhangaba ofereceu-lhe uma medalha de ouro tendo em uma das faces a seguinte inscrição: “Honras às virtudes cívicas. Jubileu das Núpcias de Ouro. Câmara Municipal de Pindamonhangaba”.
Em 20 de fevereiro de 1894, o ilustre titular teve a fortuna de ver reunidos em torno de si na Igreja Matriz de Pindamonhangaba, todos os seus descendentes, enquanto se entoava um solene “Te Deum Laudamus” em seguida ao seu honroso panegírico proferido pelo eminente orador sagrado Dr. Francisco de Paula Rodrigues, Arcediago da Igreja Paulopolitana.
Descendência
Os Barões de Taubaté tiveram os seguintes filhos:
1. Inácio Vieira Marcondes, casado com Maria da Glória Vieira Lessa.
2. Dr. José Vieira Marcondes, casado com Elvira Teixeira Vieira Marcondes.
3. Maria Risoleta Vieira Bueno, casada com o Dr. Antônio Dino da Costa Bueno.
4. Maria Eugênia Vieira Marcondes, casada com Antônio Carlos Marcondes de Andrade.
5. Mariana Vieira Bueno, casada com o Major Francisco de Assis Bueno.
6. Julieta Vieira Resende, casada com o Dr. Daniel Gonçalves Resende.
7. Olímpia Vieira Romeiro, casada com o Coronel José Benedito Marcondes Romeiro.
8. Etelvina Vieira Marcondes, casada com o Dr. Francisco Granadeiro Guimarães.